# Великоніг молуцький
Великоніг молуцький (Eulipoa wallacei) — вид куроподібних птахів родини великоногових (Megapodiidae).

## Назва
Вид названо на честь британського натураліста Альфреда Рассела Воллеса (1823—1913).

## Поширення
Ендемік Індонезії. Поширений на Молуцьких островах (Буру, Серам, Харуку, Амбон, Бачан, Хальмахера, Тернате) та на острові Місоол. Загальна чисельність виду оцінюється приблизно у 40 тис. птахів.

## Опис
Птах середнього розміру, завдовжки близько 30 см. Верхня частина тіла коричнево-сірого забарвлення. Криючі крил темно-червоні з білуватими прожилками. Нижня частина тіла сірувато-біла. Дзьоб сіруватий, ноги оливково-зелені.

## Спосіб життя
Великоніг молуцький живе у тропічних дощових лісах. Це єдиний представник родини, який відкладає яйця вночі. Місця відкладання яєць, як правило, знаходяться на сонячних відкритих пляжах або у вулканічних ґрунтах.